# Josef Pröll

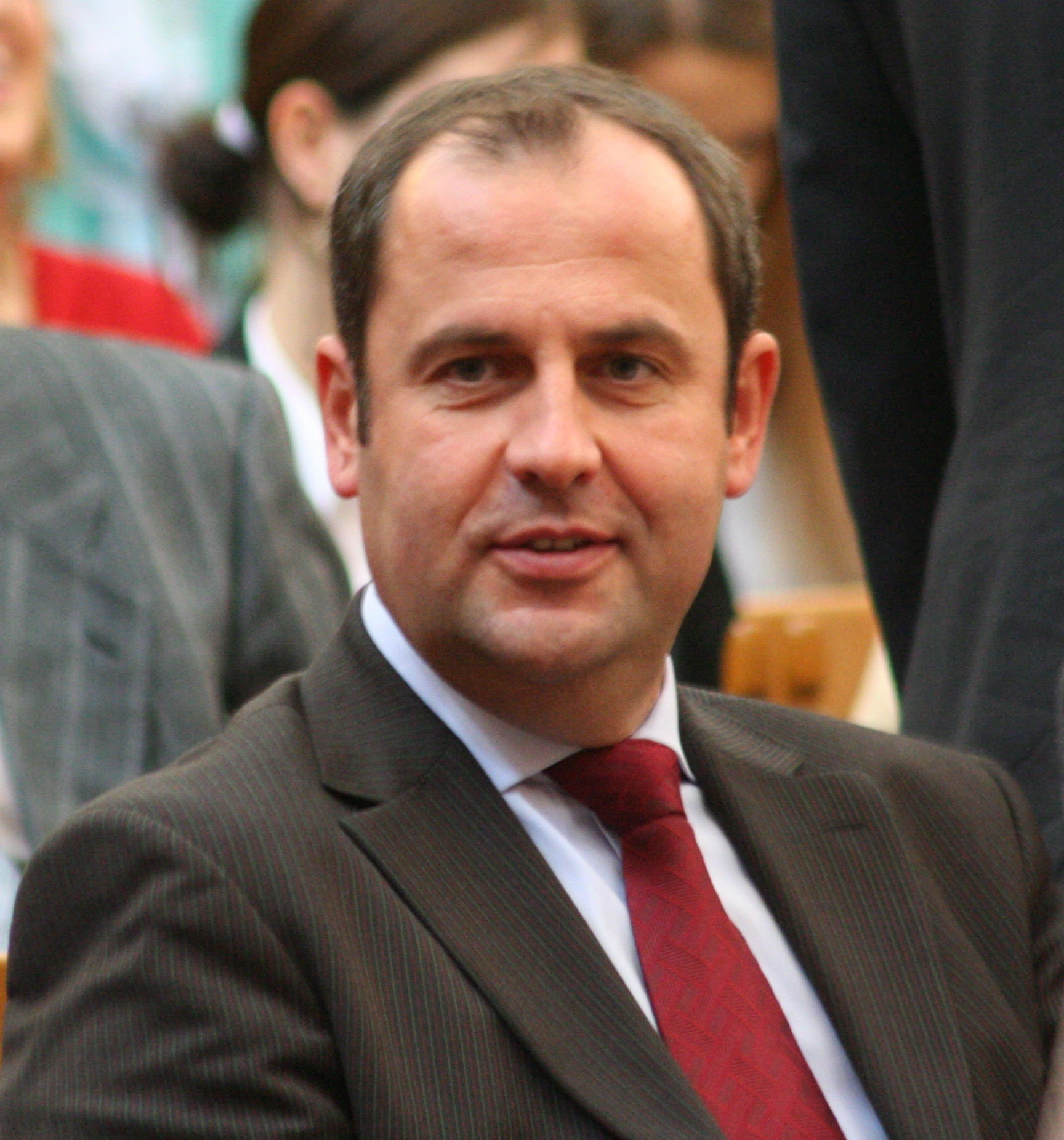
Josef Pröll (2006)

Josef Pröll (* 14. September 1968 in Stockerau) ist ein ehemaliger österreichischer Politiker (ÖVP). Er war von Dezember 2008 bis April 2011 Vizekanzler und Bundesminister für Finanzen der Republik Österreich. Von 2008 bis 2011 war er Bundesparteiobmann der ÖVP.
In einer Sitzung Anfang April 2025 wurde er vom Österreichischen Fußball-Bund zum Aufsichtsratsvorsitzenden – und somit zum neuen ÖFB-Präsidenten – gewählt. Die Amtsübernahme von Interimspräsident Wolfgang Bartosch erfolgte offiziell am 18. Mai 2025.

## Karriere
Von 1978 bis 1986 besuchte Pröll das Bundesrealgymnasium Hollabrunn. Seinen Grundwehrdienst absolvierte er 1986/1987 beim Landwehrstammregiment 32 in Horn. 1993 schloss er das Studium der Agrarökonomie an der Universität für Bodenkultur Wien mit dem Diplomingenieur ab.
Pröll war Referent der Niederösterreichischen Landes-Landwirtschaftskammer und Referent im Österreichischen Bauernbund. Er wirkte als Assistent der EU-Abgeordneten Agnes Schierhuber, als Direktor des Wiener Bauernbundes, als Kabinettschef des Bundesministers Wilhelm Molterer und als Direktor des Österreichischen Bauernbunds. Vom 28. Februar 2003 bis 2. Dezember 2008 (Bundesregierungen Schüssel II und Gusenbauer) war er Landwirtschafts- und Umweltminister.
Pröll war Leiter einer ÖVP-Perspektivengruppe, die 2007 Vorschläge für eine Neuausrichtung der Partei ausarbeitete. Nach Verlusten bei der Wahl am 1. Oktober 2006 versuchte die ÖVP eine gesellschaftspolitisch liberalere Linie zu finden. Dabei kam es zu Konflikten zwischen dem katholisch-konservativen und dem liberalen Flügel der Partei. Die Presse bewertete das Ergebnis der Perspektivengruppe als „eine positive Überraschung: Liberal, ohne auf konservative Wurzeln zu vergessen.“
Einen Tag nach der Nationalratswahl in Österreich 2008 trat Pröll neben Wilhelm Molterer als geschäftsführender Parteiobmann auf. Interimistisch übernahm er bis zum Ende der Regierungsbildung zudem das Amt des Klubobmanns des ÖVP-Parlamentsklubs. Am 28. November 2008 wurde er auf dem Parteitag der ÖVP in Wels mit 89,6 Prozent der Delegiertenstimmen zum neuen Bundesparteiobmann gewählt. Wenige Tage zuvor hatte er die Koalitionsverhandlungen mit der SPÖ über eine neuerliche Regierungszusammenarbeit zum Abschluss gebracht.
Am 2. Dezember 2008 wurde Josef Pröll als Finanzminister und Vizekanzler in der Bundesregierung unter Bundeskanzler Werner Faymann angelobt.
Sein Versprechen von 2008 „Wir wollen Steuern senken, wir wollen den Familien helfen, das wird rasch jetzt umgesetzt“ musste Pröll – bedingt durch die wirtschaftlichen Entwicklungen des Jahres 2009 – bald revidieren, unter seiner Ägide wurde ein Sparpaket verabschiedet.
Nach einer Lungenembolie im März 2011 gab Pröll, damals 42 Jahre alt, am 13. April 2011 aus gesundheitlichen Gründen den Rückzug aus allen seinen politischen Ämtern bekannt. Als seinen Nachfolger als ÖVP-Obmann und Vizekanzler schlug er Außenminister Michael Spindelegger vor. Dieser bestimmte als Nachfolgerin für das Finanzministerium Maria Fekter. Die Ablöse in den Regierungsfunktionen erfolgte am 21. April 2011 und jene für das Parteiamt am Bundesparteitag am 20. Mai 2011.
Mit 1. Juli 2011 wurde Josef Pröll Vorstandssprecher des zur Raiffeisen-Holding Niederösterreich-Wien gehörenden Mischkonzerns Leipnik-Lundenburger. Am 14. April 2012 übernahm er das Amt des Landesjägermeisters von Christian Konrad. Ab dem 5. September 2012 war er Präsident der Ludwig Boltzmann Gesellschaft (LBG), 2020 wurde Freyja-Maria Smolle-Jüttner als Nachfolgerin von Josef Pröll zur Präsidentin der LBG gewählt.
Außerdem ist er Präsident des Kuratoriums der Leopold-Figl-Stiftung.
Im Zuge der Casinos-Affäre ermittelte die WKStA fünf Jahre lang gegen Pröll. Im Dezember 2024 wurde das Verfahren eingestellt.
Als Überraschungskandidat wurde Pröll bei einer Sitzung des Österreichischen Fußball-Bunds Anfang April 2025 zu dessen Aufsichtsratsvorsitzenden – sprich ÖFB-Präsidenten – gewählt. Die offizielle Ernennung soll dabei am 18. Mai 2025 bei der Bundeshauptversammlung des ÖFB in Bregenz stattfinden. Nach 13 Jahren als niederösterreichischer Landesjägermeister trat Pröll am 22. April 2025 offiziell von diesem Amt zurück.

## Privates
Pröll lebt in Wien. Er ist seit 1990 verheiratet und hat drei Kinder (einen Sohn, zwei Töchter). Er ist ein Neffe des niederösterreichischen Altlandeshauptmannes Erwin Pröll. Sein Sohn Alexander Pröll ist Staatssekretär im Bundeskanzleramt in der Bundesregierung Stocker.
Josef Pröll ist Ehrenmitglied der K.Ö.H.V. Amelungia Wien (2005) im ÖCV und der K.ö.St.V. Arminia Hollabrunn (2010) im MKV. Pröll ist bzw. war Mitglied im Aufsichtsrat diverser Firmen und Vereine wie des Fußballvereins Austria Wien, Agrana, Siemens Österreich und Casinos Austria. Bei der Wiener Austria fungierte er von 2018 bis 2021 als Vizepräsident.